# 7月20日
7月20日是阳历年的第201天（闰年是202天），离一年的结束还有164天。

## 大事記

### 19世纪以前
- 70年：罗马帝国皇太子提图斯率军攻进圣殿山以北的堡垒，罗马军队与奋锐党在耶路撒冷展开巷战。
- 911年：维京人罗洛率军包围法国城市沙特尔。
- 1189年：英王理查一世正式成为诺曼底公爵。
- 1402年：帖木儿的帖木儿帝国军队在安卡拉之战击败奥斯曼帝国军队，并俘获苏丹巴耶济德一世。
- 1592年：万历朝鲜之役中，丰臣秀吉率领的日军短暂地占领了平壤。
- 1654年：英格蘭和葡萄牙簽訂置後者於前者控制下的條約。

### 19世紀
- 1810年：波哥大市民宣布新格拉纳达总督辖区正式脱离西班牙独立，为后来哥伦比亚的前身。
- 1831年：北美原住民塞尼卡族和肖尼族人被迫割让他们俄亥俄河西岸的领土，并移往密西西比河西岸的土地。
- 1847年：徐家匯教案發生。
- 1866年：威廉·冯·泰格霍夫领导的奥匈帝国海军在亚得里亚海的利萨海战击败意大利皇家海军。
- 1871年：不列颠哥伦比亚加入了加拿大。
- 1899年：康有為在加拿大組織「保救大清光緒皇帝會」，簡稱「保皇會」。

### 20世紀
- 1903年：福特汽车公司运送出其公司的首辆汽车。
- 1917年：塞爾維亞、克羅地亞、斯洛文尼亞、蒙特內哥羅等民族代表簽訂科孚宣言，決定組成在塞爾維亞王朝統治下的統一國家。
- 1922年：国际联盟委托法国统治多哥兰，同时委托英国统治坦噶尼喀。
- 1925年：義大利和南斯拉夫就達爾馬提亞問題签订內圖諾條約（英语：Treaty of Nettuno）。
- 1936年：蒙特勒关于海峡制度公约在瑞士蒙特勒签订。
- 1940年：在華日本人反戰同盟在重慶成立。
- 1940年：丹麦退出国际联盟。
- 1941年：苏联领导人斯大林建立了内务人民委员部（NKVD），由拉夫连季·贝利亚担任委员长。
- 1944年：納粹德國軍官克勞斯·馮·史陶芬堡在東普魯士狼穴企圖刺殺阿道夫·希特勒未果，政變計畫以失敗告終。
- 1949年：蔣介石、李宗仁、閻錫山等在廣東組成“國民黨非常委員會”。
- 1954年：法国、越南民主共和国、老撾、柬埔寨四国代表在日内瓦签订停战协定，法国在法属印度支那全境停火。
- 1960年：西丽玛沃·班达拉奈克当选锡兰（现斯里兰卡）首相，成为世界上第一位当选的女性政府元首。
- 1969年：美国阿波罗11号登月小艇在月球静海登陆，宇航员尼尔·阿姆斯壮和伯兹·艾德林成为首批踏上月球的人类，之后两人持续进行长达6小时半的舱外任务。
- 1969年：交战六日后，洪都拉斯和萨尔瓦多之间宣布停火，结束足球战争。
- 1973年：澳大利亞的悉尼歌劇院落成。
- 1974年：土耳其势力开始进攻塞浦路斯。
- 1976年：海盜1號成功降落在火星表面上，成為第一個抵達火星地表並且持續進行任務的太空探測器。
- 1977年：受到資訊自由法的管束，中央情报局被迫公布研究心灵控制的MKUltra计划。
- 1982年：中國用冷凍精液人工授精繁殖大熊貓成功。
- 1985年：阿鲁巴脱离荷属安的列斯的控制。
- 1987年：两伊战争：联合国安理会通过关于伊朗和伊拉克停战的598号决议。决议要求两伊立即实行停火。
- 1989年：缅甸的昂山素季被政府拘留。
- 1992年：捷克斯洛伐克總統瓦茨拉夫·哈維爾宣布辭職，並且表示自己不會主導國家進行天鵝絨分離。
- 1997年：美国海军将自身所获得第一批巡防舰之一的宪法号帆船巡防舰修复成功，使其在116年后顺利以自身设备航行。
- 1999年：中國政府正式把法輪功定性為「非法」组织並開始取締。

### 21世紀
- 2001年：意大利熱那亞八國高峰會議，反全球化示威者與警察衝突，釀成騷亂，一名示威者中槍喪生。
- 2005年：加拿大成为世界上第四个承认同性婚姻的国家。
- 2012年：美国科罗拉多州奥罗拉的《蝙蝠侠前传3：黑暗骑士崛起》电影首映式上发生枪击事件，造成12人死亡、59人受伤。
- 2015年：美国与古巴恢复外交关系。
- 2015年：伊拉克和黎凡特伊斯蘭國（ISIL）宣稱對土耳其蘇魯奇的自殺式襲擊負責，該起襲擊造成34人死亡，104人受傷。
- 2017年：O·J·辛普森服刑8年後获得假释，原本因持槍搶劫被判處33年长的服刑。
- 2021年：中国河南省多地发生重大洪灾，造成多人死亡、失踪。

## 出生
- 前356年：亞歷山大大帝，馬其頓國王（前323年逝世）
- 1304年：弗朗切斯科·佩脫拉克，意大利詩人（1374年逝世）
- 1591年：安妮·哈钦森，新英格兰宗教领袖（1643年逝世）
- 1774年：奧古斯特·德·馬爾蒙，法國將軍、貴族（1852年逝世）
- 1789年：马哈茂德二世，奥斯曼帝国國第三十任蘇丹（1839年逝世）
- 1804年：理查·歐文，英國生物學家（1892年逝世）
- 1811年：詹姆士·布魯斯，英國殖民地官員，英法聯軍統帥（1863年逝世）
- 1822年：孟德爾，奧地利遺傳學家（1884年逝世）
- 1864年：埃利克·阿克塞尔·卡尔费尔特，瑞典詩人，1931年诺贝尔文学奖得主（1931年逝世）
- 1868年：何塞·費利克斯·烏里武魯，阿根廷軍人、政治人物，第22任阿根廷總統（1932年逝世）
- 1873年：亞伯托·桑托斯·杜蒙，巴西飛行員、運動員、發明家（1932年逝世）
- 1890年：喬治二世，希臘國王（1947年逝世）
- 1897年：塔德乌什·赖希施泰因，瑞士籍波兰化学家，1950年诺贝尔生理学或医学奖得主（1996年逝世）
- 1906年：李瑞漢，臺灣律師，二二八事件受難者（1947年逝世）
- 1919年：艾德蒙·希拉里，紐西蘭探險家（2008年逝世）
- 1921年：沃夫岡·克勞塞維斯，德國動物學家、魚類學家、海洋生物學家、生物史學家（2018年逝世）
- 1925年：羅能士，香港政府政務官（2004年逝世）
- 1925年：雅克·德洛爾，法國經濟學家、政治人物（2023年逝世）
- 1933年：戈馬克·麥卡錫，美國小說家（2023年逝世）
- 1937年：馬建章，中國動物學家（2022年逝世）
- 1937年：愛知和男，日本政治人物（2024年逝世）
- 1938年：娜妲麗·華，美國女演員（1981年逝世）
- 1945年：拉里·克萊格，美國政治人物，前任愛達荷州聯邦參議員
- 1946年：井上修，日本棒球選手
- 1947年：卡洛斯·山塔那，墨西哥吉他手
- 1948年：弗朗西斯·比利·施立，索羅門群島政治人物，第6任索羅門群島總理（2025年逝世）
- 1949年：鮑起靜，香港亞視女藝員
- 1952年：盧素娟，香港無線電視配音員（2006年逝世）
- 1954年：羅大佑，台灣歌手
- 1954年：阮春福，越南政治人物，前任越南國家主席、越南總理
- 1956年：蘇煥智，台灣政治人物
- 1959年：宋榮泰，臺灣灣棒球選手
- 1961年：郭家麒，前香港立法會議員
- 1962年：蔣黎麗，臺灣演員
- 1962年：王姬，中國女演員
- 1963年：張耀揚，香港演員
- 1963年：John Simmit（英语：John Simmit），英國男演員
- 1964年：克里斯·康奈爾，美國歌手（2017年逝世）
- 1966年：安得利斯·克里格，前東德鉛球運動員
- 1966年：郭冬臨，中國演員
- 1967年：山度士，香港足球運動員
- 1968年：許秋怡，香港歌手
- 1969年：朴俊炯，韓國男歌手
- 1971年：吳珊卓，韓裔美國演員
- 1973年：羅伯托·奥利奇，墨西哥裔美國編劇、监製
- 1975年：譚至剛，台灣男藝人（1993年逝世）
- 1975年：雷·艾倫，美國籃球運動員
- 1975年：茱蒂·葛瑞兒，美國女演員、導演、模特兒、作家
- 1976年：熊龍，馬來西亞籍華裔賽車手
- 1976年：文頌嫻，香港女演員
- 1976年：張燕，中國民歌歌手
- 1980年：遠藤達哉，日本漫畫家
- 1980年：吉賽兒·邦臣，巴西超模
- 1980年：晉久，韓國男演員
- 1981年：楊惠妍，中國企業家，碧桂園執行董事
- 1982年：陳耀麟，香港足球運動員
- 1983年：劉容嘉，台灣女演員、主持人
- 1983年：陳柏宇，香港男歌手
- 1983年：真崎航，日本男色情片演員。（2013年逝世）
- 1984年：楊秀惠，香港藝人
- 1984年：向佐，香港演員
- 1985年：賴俊男，台灣棒球選手
- 1986年：趙雷，中國男歌手
- 1986年：董寶石，中國男歌手
- 1986年：西尼德·格里芬，愛爾蘭物理學家
- 1987年：劉璟瑩，臺灣女藝人
- 1987年：張振朗，香港男藝人
- 1988年：史蒂芬·史特拉斯堡 ，美國棒球運動員
- 1989年：維特維斯特·海倫亞沃恩酷，泰國演員、歌手
- 1989年：池約翰，中國歌手、演員
- 1991年：孟耿如，臺灣女演員
- 1991年：林陽，泰國男演員
- 1991年：米熱，中國男演員
- 1993年：盧卡斯·迪尼，法國足球運動員
- 1993年：鄧美欣，香港女藝人
- 1993年：齊藤優里，日本女子偶像團體乃木坂46成員
- 1993年：張九南，中國相聲演員
- 1993年：張梓軒，中國男歌手
- 1995年：丁禹兮，中國男演員
- 1995年：李亞軒，臺灣女子網球運動員
- 1996年：班·西蒙斯，澳大利亞籃球運動員
- 1996年：曲春雨，中國女子短道速滑運動員
- 1997年：張可盈，中國女演員、歌手
- 1998年：大久保櫻子，日本演員
- 1998年：鄭海琳，韓國女子偶像團體Weki Meki成員
- 1998年：巴加斯·毛拉納，印尼男子羽球運動員
- 1999年：愛麗珊德拉，漢諾威公主

## 逝世
- 1031年：羅貝爾二世，法國卡佩王朝的第二位國王（972年出生）
- 1156年：鳥羽天皇，日本第74代天皇（1103年出生）
- 1716年：尾形光琳，日本江戶時代畫家、工藝美術家（1658年出生）
- 1860年：湯瑪斯·穆勒迪，美國天主教神父和耶穌會領袖（1794年出生）
- 1866年：伯恩哈德·黎曼，德国数学家（1826年出生）
- 1883年：岩倉具視，日本政治人物（1825年出生）
- 1888年：保羅·蘭格爾翰斯，德國病理學家、生理學家、生物學家（1847年出生）
- 1903年：教宗良十三世，羅馬主教（1810年出生）
- 1923年：潘乔·比利亚，墨西哥起义者（1877年出生）
- 1926年：費利克斯·捷爾任斯基，苏联共产党和国家领导人之一（1877年出生）
- 1937年：古列爾莫·馬可尼，義大利工程師，1909年諾貝爾物理學獎得主（1874年出生）
- 1944年：路德维希·贝克，德国将领（1880年出生）
- 1945年：保羅·瓦勒里，法國作家、詩人（1871年出生）
- 1951年：阿卜杜拉一世，约旦国王（1882年出生）
- 1951年：威廉，德意志帝国末代皇储（1882年出生）
- 1958年：瑪格麗特·麥克沃思，英國女貴族、女權主義者、企業家（1883年出生）
- 1959年：威廉·D·李海，美國海軍上將（1875年出生）
- 1964年：安娜·維魯波娃，俄羅斯帝國宮廷侍女（1884年出生）
- 1973年：李小龙，香港功夫片巨星（1940年出生）
- 1983年：杨崇瑞，中國近代妇幼卫生事业的创始人（1891年出生）
- 1994年：保羅·德爾沃，比利時超現實主義畫家（1897年出生）
- 2007年：凱·西格巴恩，瑞典物理學家（1918年出生）
- 2010年：麥若彬，英國外交官，曾任英國駐華大使（1934年出生）
- 2013年：海倫·湯瑪斯，美國白宮記者（1920年出生）
- 2014年：維克托·阿提耶，美國政治人物，第32任奧勒岡州州長（1923年出生）
- 2014年：克勞斯·施密特，德國考古學家、史前學家（1953年出生）
- 2017年：查斯特·班寧頓，美國創作歌手、詞曲作家、音樂家，聯合公園主唱（1976年出生）
- 2022年：彼得·英奇，英國陸軍元帥（1935年出生）

## 节假日和习俗
- 國際象棋日（英语：International Chess Day）
- 人類月球日（National Moon Day）[1]
- 美國聖公會聖人曆：伊麗莎白·凱迪·斯坦頓、艾蜜莉亞·布盧默、索傑納·特魯思和哈莉特·塔布曼日
- 挪威：哈康王储诞辰
- 阿根廷， 巴西：国际友谊日
- ：工程师节
- 哥伦比亚：独立日
- 中非：植树节
- 薩爾瓦多：工程師節